# Борец носатый
Борец носатый (лат. Aconitum nasutum) — многолетнее травянистое растение, вид рода Борец (Aconitum) семейства Лютиковые (Ranunculaceae).

## Распространение и экология

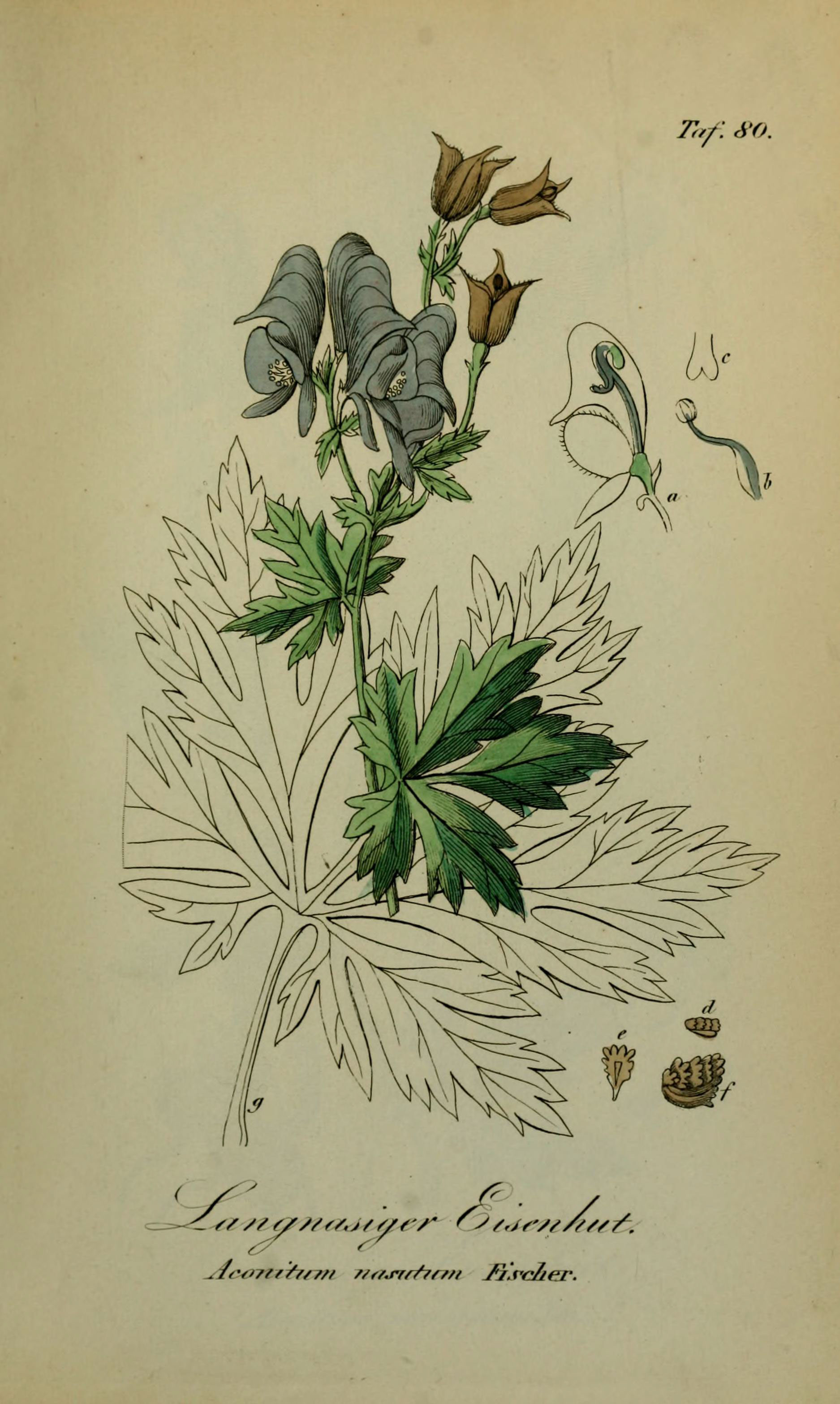

Ареал вида охватывает Северный Кавказ и Восточное Закавказье. Эндемик.
Произрастает на лугах и по опушкам лесов.

## Ботаническое описание
Клубни округлые, коричневые, внутри белые, производящие в верхней части множество мелких клубней, такие же мелкие клубни возникают в сырую погоду в пазухах листьев.
Стебель высотой до 1 м, круглый, простой или сильно ветвистый, немного ребристый, прямой, плотный, иногда слабый.
Листья голые, пальчато-пятираздельные, доли ланцетные, острые, остро-отдалённо-пильчатые.
Соцветие — длинная рыхлая кисть; цветки сравнительно крупные, бледно-голубые или фиолетовые. Шлем голый, высотой до 25 мм. Боковые доли околоцветника округлые, длиной 20—22 мм, шириной 18—20 мм; нижние доли неравные, длиной 20—22 мм, шириной до 5 и 8 мм. Нектарник с прямым ноготком и полуспирально загнутым шпорцем. Тычинки голые, постепенно книзу расширяющиеся, в верхней части петлеобразно скручены; завязи в числе трёх, голые.
Переходы между этим видом и борецом ладьевидным (Aconitum cymbulatum) нередко настолько постепенны, что один и тот же экземпляр можно отнести и к тому и другому виду.

## Значение и применение
Крупным рогатым скотом и лошадьми не поедается. Соцветия, плоды, листья поедаются козами. К выпасу не устойчив. По наблюдениям в Кабардино-Балкарии поедается западнокавказским туром (Capra caucasica).

## Таксономия
Вид Борец носатый входит в род Борец (Aconitum) трибы Живокостные (Delphinieae) подсемейства Лютиковые (Ranunculoideae) семейства Лютиковые (Ranunculaceae) порядка Лютикоцветные (Ranunculales).
|  |                       |  |                                               |                                               |                                         |  | ещё четыре подсемейства (согласно Системе APG II) | ещё четыре подсемейства (согласно Системе APG II) |                                           |  |  |  | ещё 2 рода              | ещё 2 рода        |  |  |
|  |                       |  |                                               |                                               |                                         |  | ещё четыре подсемейства (согласно Системе APG II) | ещё четыре подсемейства (согласно Системе APG II) |                                           |  |  |  | ещё 2 рода              | ещё 2 рода        |  |  |
|  |                       |  |                                               | семейство Лютиковые                           |                                         |  |                                                   |                                                   | триба Живокостные                         |  |  |  |                         | вид Борец носатый |  |  |
|  |                       |  |                                               | семейство Лютиковые                           |                                         |  |                                                   |                                                   | триба Живокостные                         |  |  |  |                         | вид Борец носатый |  |  |
|  | порядок Лютикоцветные |  |                                               |                                               | подсемейство Лютиковые (Ranunculoideae) |  |                                                   |                                                   | род Борец, или Аконит                     |  |  |  |                         |                   |  |  |
|  | порядок Лютикоцветные |  |                                               |                                               |                                         |  |                                                   |                                                   |                                           |  |  |  |                         |                   |  |  |
|  |                       |  | ещё десять семейств (согласно Системе APG II) | ещё десять семейств (согласно Системе APG II) |                                         |  |                                                   | ещё восемь триб (согласно Системе APG II)         | ещё восемь триб (согласно Системе APG II) |  |  |  | ещё от 250 до 300 видов |                   |  |  |
|  |                       |  |                                               | ещё десять семейств (согласно Системе APG II) |                                         |  |                                                   |                                                   | ещё восемь триб (согласно Системе APG II) |  |  |  |                         |                   |  |  |